# Дмитрівська волость (Олександрійський повіт)
Дмитрівська волость — адміністративно-територіальна одиниця Олександрійського повіту Херсонської губернії з центром у селі Дмитрівка.
Станом на 1886 рік — складалася з 3 поселень, 3 сільських громад. Населення — 8670 осіб (4347 осіб чоловічої статі та 4323 — жіночої), 1735 дворових господарств.
|                     | Площа, десятин | У тому числі орної, дес. |
| ------------------- | -------------- | ------------------------ |
| Сільських громад    | 18789          | 9233                     |
| Приватної власності | —              | —                        |
| Казенної власності  | 2004           | 836                      |
| Іншої власності     | 320            | 180                      |
| Загалом             | 21113          | 10292                    |

Поселення волості:
- Дмитрівка — містечко при річках Інгулець та Сріблянка за 35 верст від повітового міста, 3962 особи, 865 дворів, православна церква, єврейська синагога, школа, 18 лавок, 2 торжки, 3 винних комори, рейнський погріб, 4 ярмарки на рік: 7 січня, 21 травня, 15 серпня та 23 вересня.
- Знам'янка — село, 2274 особи, 410  дворів, православна церква, 3 лавки, винний склад.
- Суботець (Мала Аджамка) — село при річці Аджамка, 2791 особа, 460  дворів, православна церква, школа, 2 лавки, 4 ярмарки на рік: 2 лютого, 9 травня, 20 липня та 1 жовтня.